# John Karl Daniels
John Karl Daniels, född 14 maj 1875 i Norge, död 8 mars 1978 i USA, var en norsk-amerikansk skulptör.
John Karl Daniels emigrerade från Norge som barn tillsammans med sin familj till USA 1884. Han utbildade sig först till skulptör på Mechanics Arts High School i Saint Paul i Minnesota.  Han var därefter elev till Knut Okerberg i Norge och Andrew O'Connor i Paris.
Han vare bosatt i Minneapolis i Minnesota, där huvuddelen av hans konstverk finns.
Bernard Andersson studerade för John Karl Daniels på 1920-talet.

## Bildgalleri

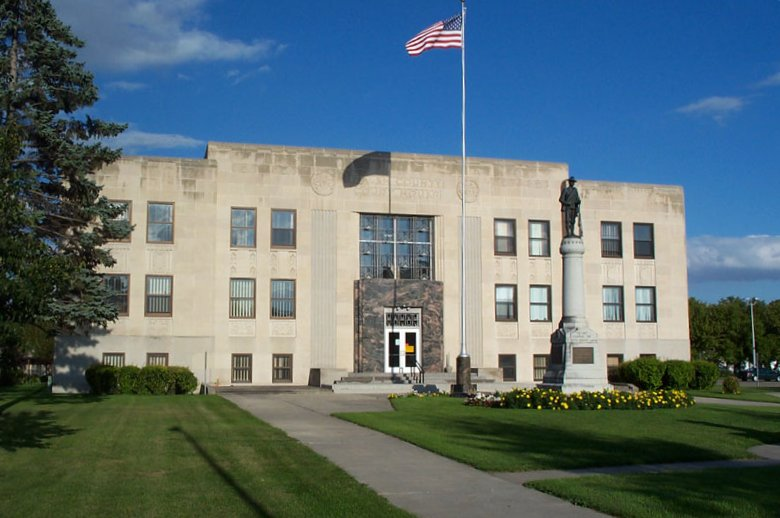
Monument över spansk-amerikanska kriget (1900), Walsh County Courthouse, Grafton, North Dakota
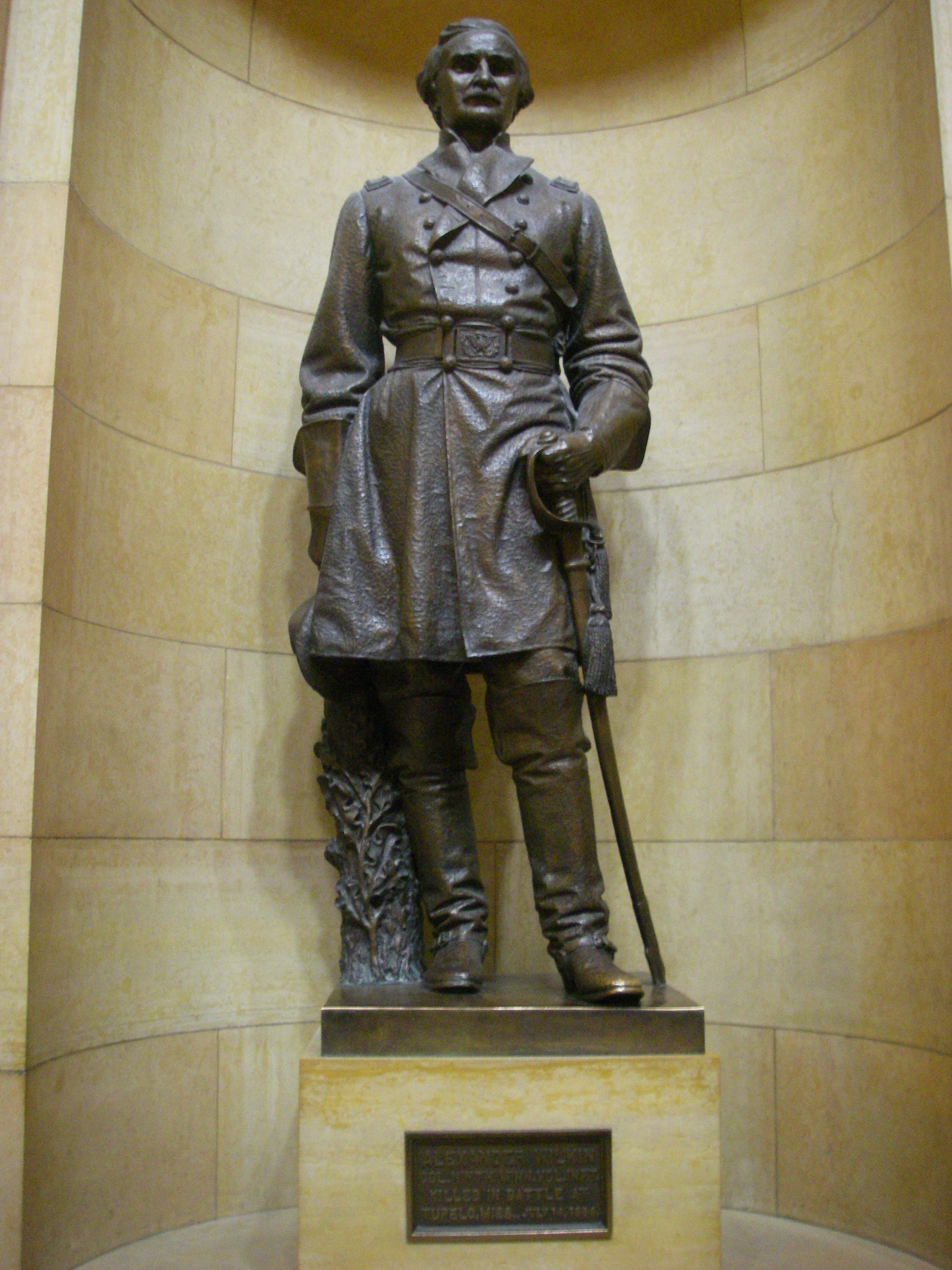
Överste Alexander Wilkin (1910), Minnesota State Capitol, Saint Paul, Minnesota
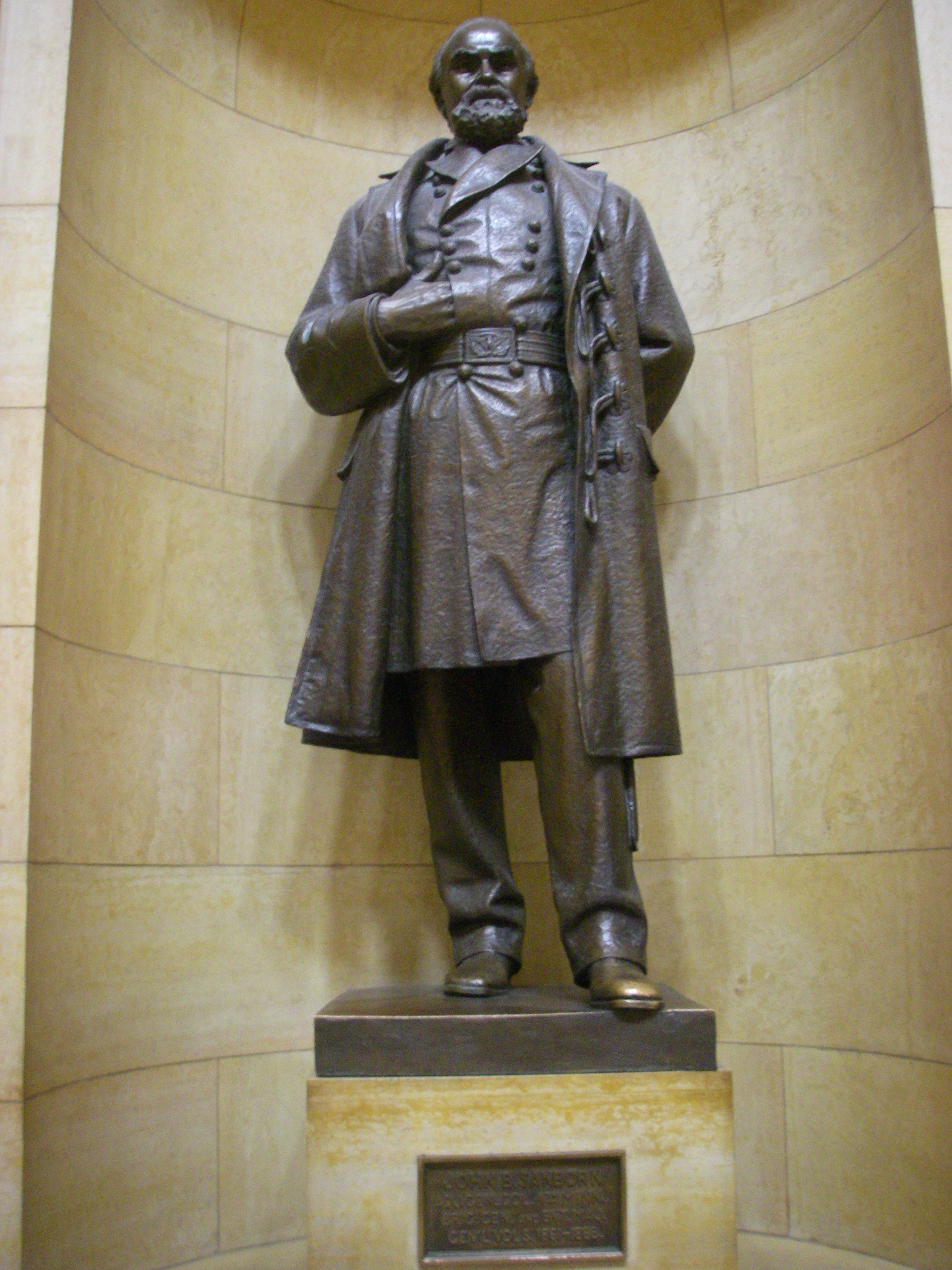
General John P. Sanborn (omkring 1910), Minnesota State Capitol, Saint Paul, Minnesota
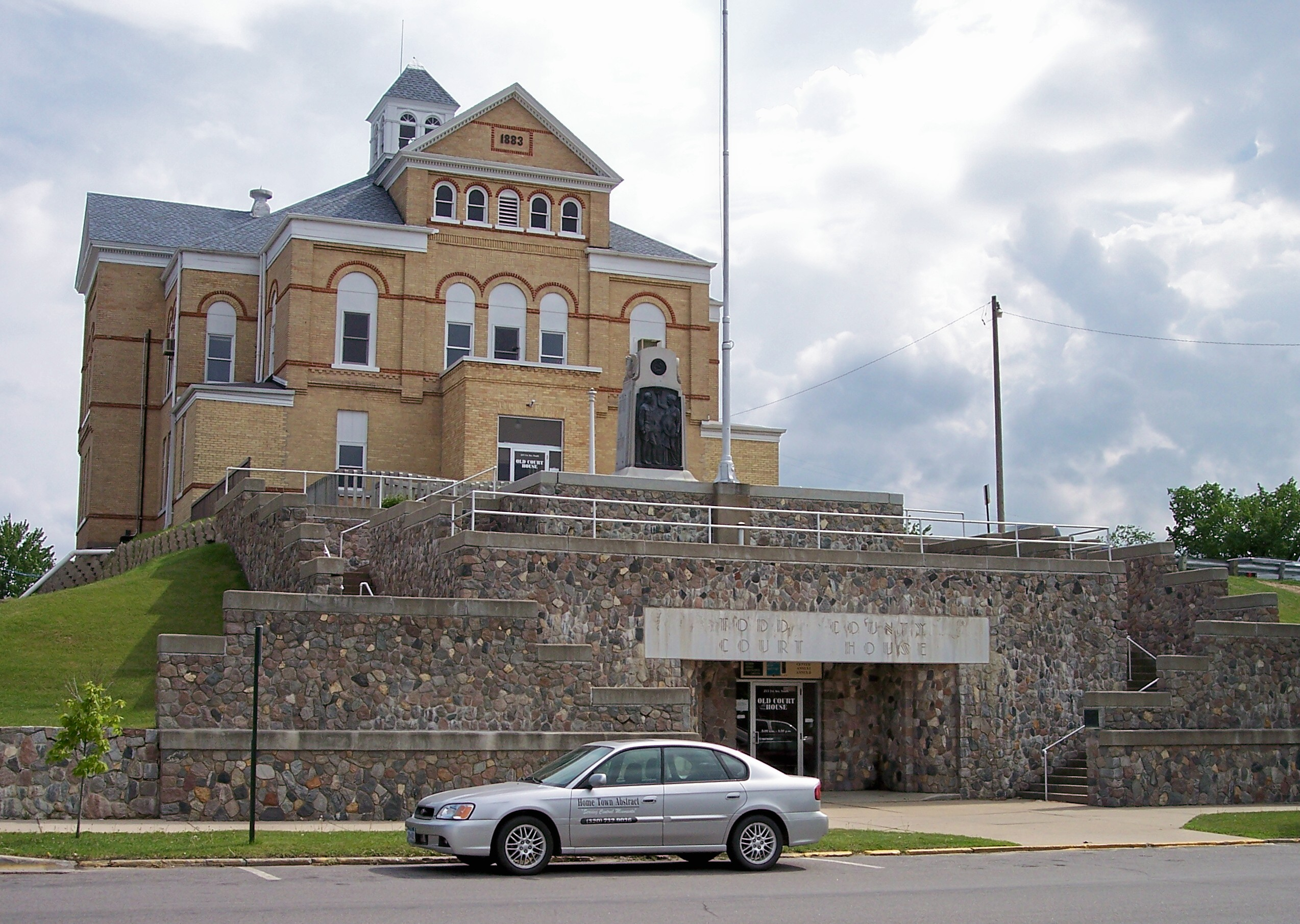
Minnesmärke över första världskriget (omkring 1920), Todd County Courthouse, Long Prairie, Minnesota
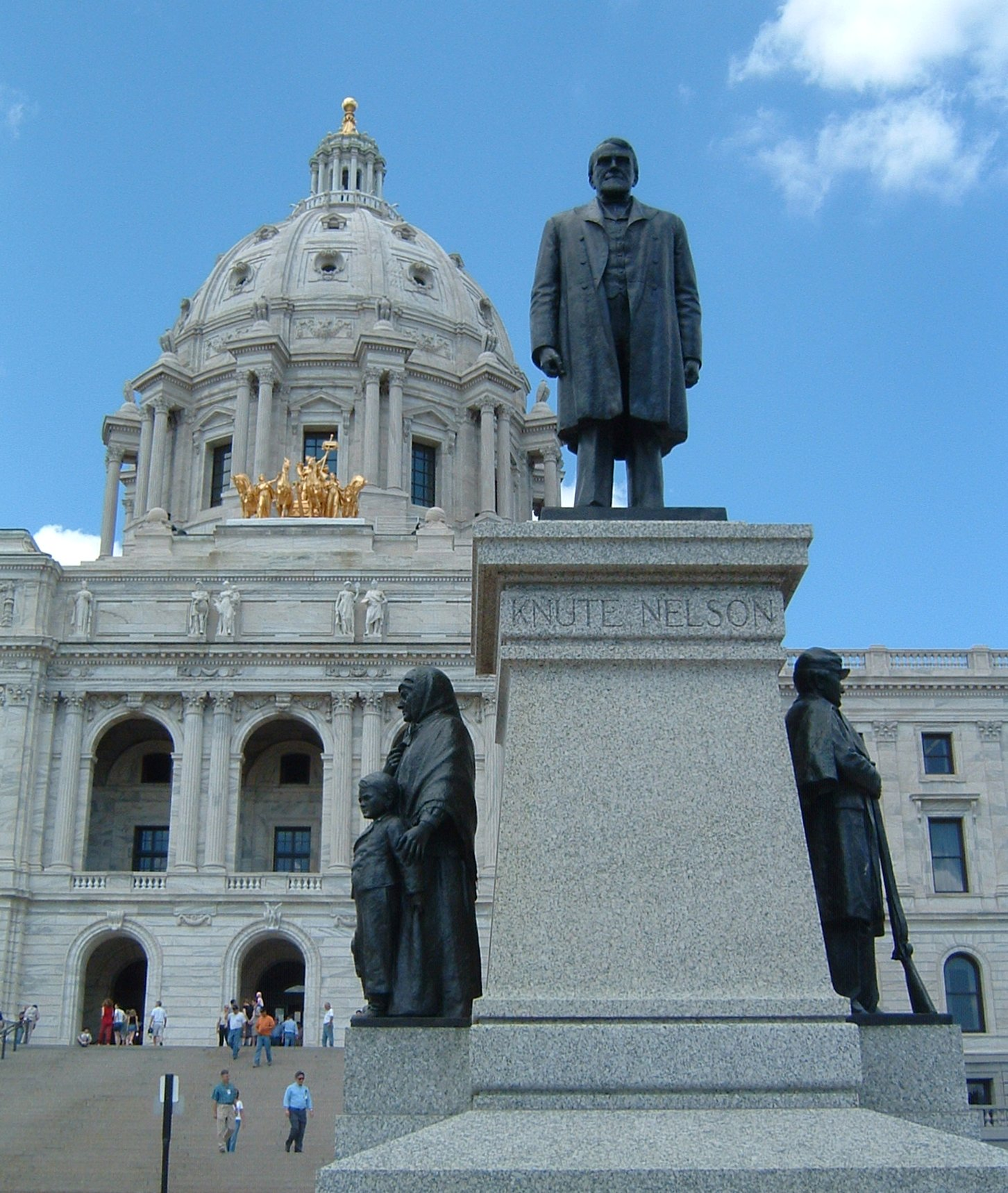
Knute Nelson Monument (1928), Minnesota State Capitol, Saint Paul, Minnesota
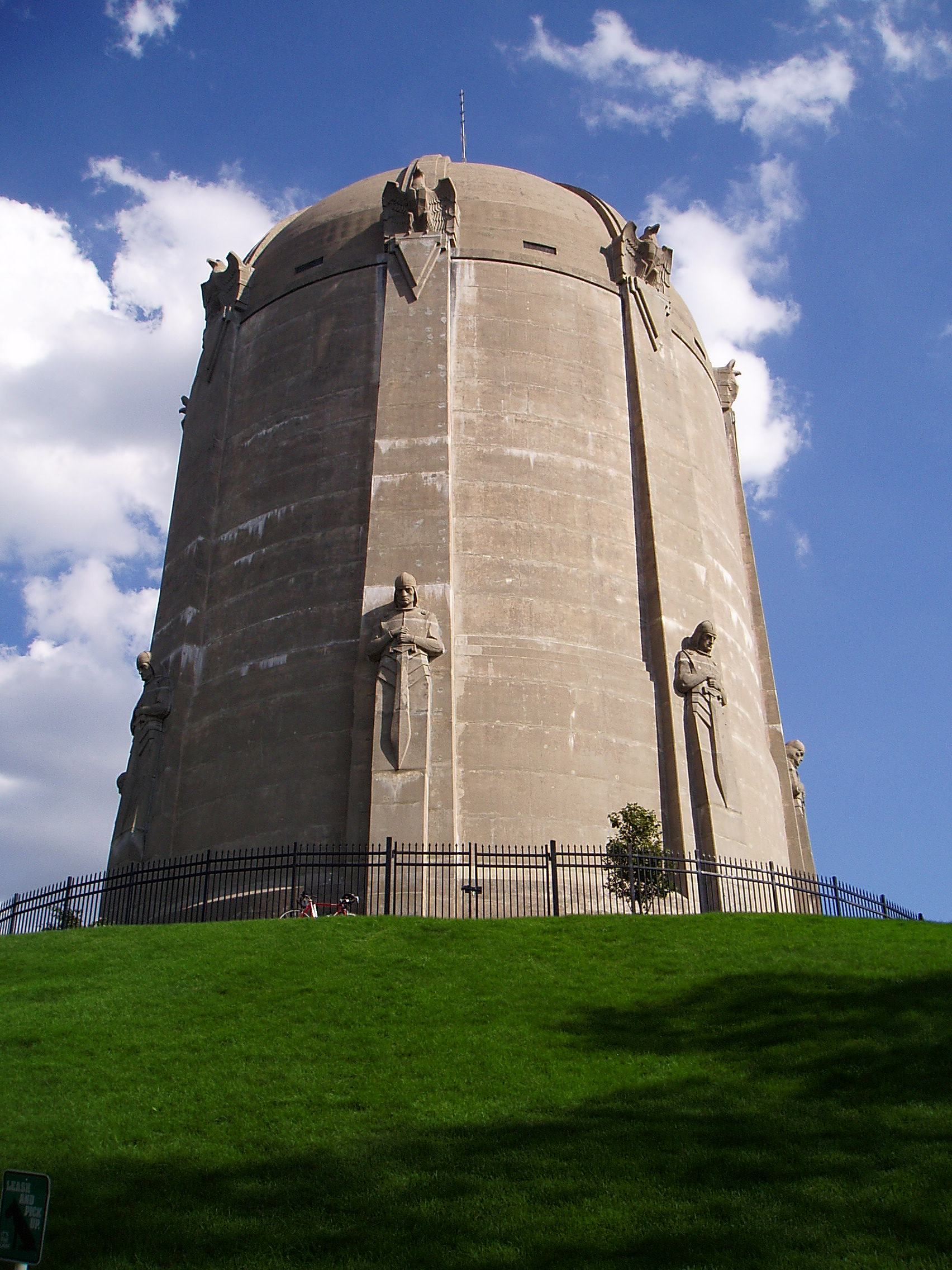
Halvskulpturer på Washburn Park Water Tower (1932), Minneapolis, Minnesota
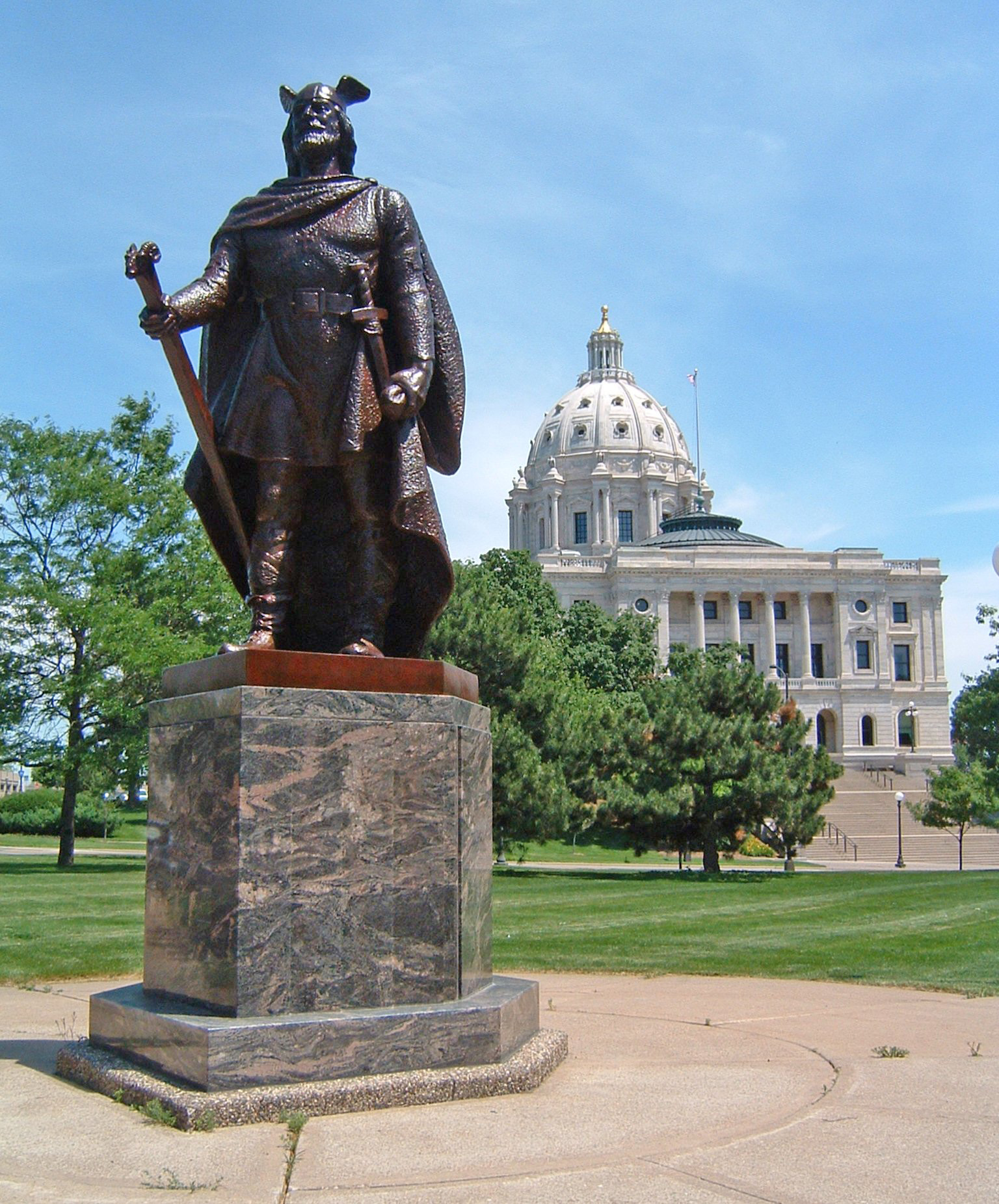
Leif Erikson (1948–1949), Minnesota State Capitol, Saint Paul, Minnesota
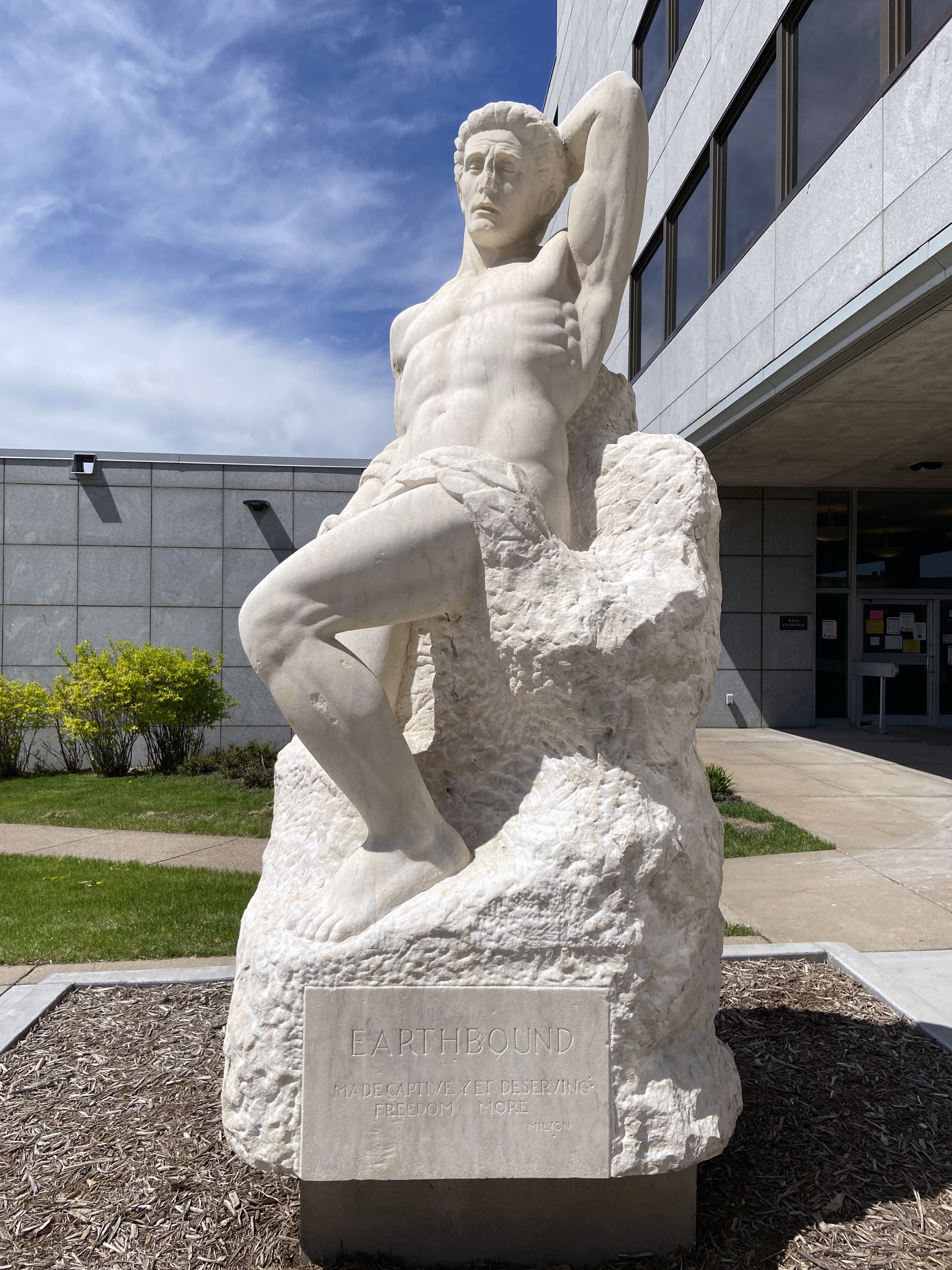
Made Captive but Deserving Freedom More, Minnesota State Capitol,Saint Paul, Minnesota